# Музей історії міста Первомайська
Музей історії міста Первомайська — музей засновано в 1966 році в Первомайську Луганської області.

## Історія
Музей засновано в 1966 році на громадських  засадах. Першим директором був П. Н. Руденко, колекція якого ввійшла до експозиції.
Після пожежі 1975 року музей закрили.
У 1981 році було збудовано нове приміщення.
У 1985 році музей було відкрито з нагоди 40-річчя завершення Другої світової війни. Директором став Л. І. Фоменко .
З 1987 року працює як відділ Луганського обласного краєзнавчого музею.

## Експозиція
У фонді музею зберігається 3200 предметів.
У музеї 4 зали:
- Перший зал присвячено природі Первомайська, колекція цього розділу постійно поповнюється новими експонатами.
- Другий — історії Первомайська в дореволюційний період.
- Третій розповідає  історію Первомайська в роки Другої світової війни.
- Четвертий — присвячений життю шахтарів.